# Małgorzata Wysocka
Małgorzata Wysocka (ur. 15 czerwca 1979 w Toruniu) – kolarka, olimpijka, mistrzyni Polski w jeździe indywidualnej na czas z 2004.
Startowała na IO w Atenach w 2004, zajęła 27. miejsce w kolarstwie szosowym z czasem 3:25:24.